# Diocèse de Pyay
Le diocèse de Pyay (Dioecesis Pyayensis) est un siège épiscopal de l'Église catholique en Birmanie, suffragant de l'archidiocèse de Rangoun.
En 2013, il comptait 25 770 baptisés pour 9 793 000 habitants. Il est tenu par Mgr  Peter Tin Wai.

## Territoire
Son siège épiscopal est à Pyay (Prome) où se trouve la cathédrale Saint-Paul.
Son territoire est subdivisé en 20 paroisses.

## Histoire
La préfecture apostolique d'Akyab est érigée le 9 juillet 1940 par la bulle Quo Dominicus de Pie XII, recevant son territoire du diocèse de Chittagong. Le 19 septembre 1957, elle assume le nom de préfecture apostolique de Prome. 
Le 21 février 1961, elle est élevée au rang de diocèse par la bulle Cum in iis de Jean XXIII. Il prend son nom actuel le 8 octobre 1991.

## Ordinaires
- Thomas Albert Newman M.S., 12 juillet 1940-2 octobre 1975
- Joseph Devellerez Thaung Shwe, 2 octobre 1975-3 décembre 2010
- Alexander Pyone Cho, 3 décembre 2010-3 décembre 2024
- Peter Tin Wai, depuis le 3 décembre 2024

## Statistiques
- En 1950, la préfecture apostolique comptait 3 319 baptisés pour 1 228 000 habitants (0,3%), 13 prêtres réguliers, 6 religieuses dans 6 paroisses
- En 1990, le diocèse comptait 17 500 baptisés pour 5 930 000 habitants (0,3%), 17 prêtres diocésains, 4 religieux et 59 religieuses dans 20 paroisses
- En 2013, le diocèse comptait 25 770 baptisés pour 9 793 000 habitants (0,3%), 40 prêtres dont 1 régulier, 5 religieux et 72 religieuses dans 20 paroisses[1].